# Eduard Duriaux
Eduard Duriaux, również Robert Duriaux lub Robert-Edouard Duriaux (ur. 6 kwietnia 1890, zm. 29 lipca 1960 we Fryburgu) – szwajcarski piłkarz występujący na pozycji obrońcy.
W reprezentacji Szwajcarii zadebiutował 18 maja 1913 w wygranym 2:1 towarzyskim meczu z Cesarstwem Niemieckim. W latach 1913–1915 w drużynie narodowej rozegrał sześć spotkań.